# Visokoi-eiland
Visokoi is een van de Zuidelijke Sandwicheilanden, een Brits overzees gebiedsdeel in de zuidelijke Atlantische Oceaan (56°42'S, 27°12'W).
Het eiland is 7 km lang, en bijna 5 km breed. Hoogste punt is de vulkaan Mount Hodson (925 m), genoemd naar Sir Arnold Weinholt Hodson, een gouverneur van de Falklandeilanden. Het eiland werd ontdekt door de Russische Zuidpoolonderzoeker Fabian Gottlieb von Bellingshausen, die het eiland 'Visokoi' (Russ: hoog) noemde, vanwege de steile bergtop.